# Gerhard Nennstiel
Gerhard Nennstiel (* 27. Juni 1946 in Krauthausen) ist ein ehemaliger deutscher FDGB- und SED-Funktionär. Er war Abgeordneter der Volkskammer der DDR und Vorsitzender der IG Metall.

## Leben
Nennstiel, Sohn eines Arbeiters, besuchte die Grund- und Oberschule und erlangte das Abitur. Er erlernte im Automobilwerk Eisenach den Beruf des Zerspaners. Er wurde Mitglied der FDJ und 1964 des Freien Deutschen Gewerkschaftsbundes. Von 1965 bis 1967 leistete er Wehrdienst in der NVA. Von 1965 bis 1971 absolvierte er ein Fern- bzw. Direktstudium an der TH Merseburg mit dem Abschluss als Diplom-Ingenieur-Ökonom. Nennstiel wurde 1966 Mitglied der Sozialistischen Einheitspartei Deutschlands. Von 1967 bis 1970 war Instrukteur der SED-Kreisleitung Eisenach und bis 1972 der SED-Bezirksleitung Erfurt. Nach dem Besuch der Bezirksparteischule Erfurt 1972/73 war er bis 1977 politischer Mitarbeiter der SED-Bezirksleitung. Ein Studium an der Parteihochschule der KPdSU in Moskau von 1977 bis 1980 beendete er als Diplom-Gesellschaftswissenschaftler. Anschließend arbeitete er wieder als politischer Mitarbeiter der SED-Bezirksleitung Erfurt.
Ab Mai 1981 war er stellvertretender Vorsitzender (Nachfolger von Werner Beier) und vom 13. März 1982 bis 5. September 1988 als Nachfolger von Karl Kuron Vorsitzender des FDGB-Bezirksvorstandes Erfurt (Nachfolger: Gerhard Zickenrott). Gleichzeitig war er ab 1981 Abgeordneter des Bezirkstages Erfurt und von 1982 bis 1988 Mitglied des Sekretariats der SED-Bezirksleitung Erfurt. Im April 1982 wurde er auf dem 10. FDGB-Kongress zum Mitglied des FDGB-Bundesvorstandes gewählt.
Im Juni 1986 wurde er als Mitglied der FDGB-Fraktion Abgeordneter der Volkskammer und Mitglied des Ausschusses für Industrie, Bauwesen und Verkehr. Auf dem 11. FDGB-Kongress im April 1987 erfolgte seine Wahl in das Präsidium des FDGB-Bundesvorstandes. Am 3. Oktober 1988 wurde er im Beisein von Harry Tisch zum Vorsitzenden des Zentralvorstandes der IG Metall gewählt.
Nach dem Bekanntwerden des Umfangs und des Ausmaßes seines Eigenheimbaues in Berlin-Biesdorf durch einen Artikel in der Berliner Zeitung, erklärte er am 1. November 1989 seinen Rücktritt als Vorsitzender der IG Metall und trat 2. November 1989 auf der 10. Tagung des FDGB-Bundesvorstandes auch als Mitglied des Präsidiums und als Mitglied des Bundesvorstandes zurück. Am 1. Dezember 1989 hob die 13. Tagung der Volkskammer Nennstiels Immunität wegen der gegen ihn eingeleiteten Ermittlungen auf. Die 14. Tagung der Volkskammer beschloss am 11. Januar 1990 seine Abberufung als Abgeordneter. Im April 1990 wurde das Ermittlungsverfahren gegen ihn eingestellt.
Nennstiel arbeitete nach der Wende als Berater in einer Berliner Im- und Export-Firma und gründete 1993 eine eigene Firma, die WWB Business Export/Import GmbH.

## Auszeichnungen in der DDR
- 1983 Artur-Becker-Medaille in Gold
- Verdienstmedaille der DDR